# Shanyangosaurus niupanggouensis
Lo shanyangosauro (Shanyangosaurus niupanggouensis) è un dinosauro carnivoro appartenente ai celurosauri, di incerta collocazione sistematica. Visse alla fine del Cretaceo superiore (Maastrichtiano, circa 67 milioni di anni fa) e i suoi resti fossili sono stati ritrovati in Cina.

## Descrizione
Questo dinosauro è noto grazie a uno scheletro parziale, purtroppo in un cattivo stato di conservazione. Lo scheletro comprende parti delle zampe posteriori e anteriori, e alcune costole. Il femore è insolitamente corto e curvato, mentre la tibia è snella e dotata di una lunga cresta cnemiale (un processo della tibia corrispondente al ginocchio). Le costole, invece, sembrano avere dei processi uncinati, ovvero delle strutture ossee orizzontali che sporgono all'infuori delle costole. Shanyangosaurus doveva essere lungo un paio di metri e possedeva lunghe zampe posteriori, ma non è chiaro quale fosse l'aspetto dell'intero animale in vita.

## Classificazione
Le caratteristiche uniche delle zampe posteriori, unitamente al cattivo stato di conservazione dell'esemplare, non permettono di classificare adeguatamente Shanyangosaurus. Questo dinosauro è stato descritto per la prima volta nel 1996 da un team di paleontologi cinesi in uno studio riguardante la geologia delle montagne Qinling. Lo scheletro è stato trovato nella formazione Shanyang, nella provincia dello Shaanxi, ed è stato attribuito ai celurosauri; potrebbe essere strettamente imparentato con il gruppo degli oviraptorosauri. 